# Vörhenyes lantfarkúmadár
A vörhenyes lantfarkúmadár (Menura alberti) a madarak osztályának a verébalakúak (Passeriformes) rendjéhez, ezen belül a lantfarkúmadár-félék (Menuridae) családjához tartozó faj.
Tudományos nevét Albert herceg, Viktória brit királynő férjének tiszteletére kapta.

## Előfordulása
Délkelet-Ausztráliában fordul elő, Queensland és  Új-Dél-Wales egyes vidékein.

## Megjelenése
A hím testhossza 90 centiméter, ebből akár 50 centiméter is lehet a farka, a tojó 76 centiméteres.

## Rokon fajok
A legközelebbi rokona és a Menura nem másik faja a pompás lantfarkúmadár (Menura novaehollandiae).

## Külső hivatkozás
- Képek az interneten a fajról
- Internet Bird Collection - videók a fajról